# Luna 14
Luna 14 (appelée aussi Lunik 14) fut la quatorzième sonde soviétique du programme Luna. Luna 14 fut lancée vers la Lune le 7 avril 1968, se mit en orbite autour du satellite naturel de la Terre et étudia les mascons.

## Caractéristiques de la mission
- Pays : Union des républiques socialistes soviétiques
- Date de lancement : 7 avril 1968
  - Site de lancement : cosmodrome de Baïkonour
  - Lanceur :
- Masse :
- Orbite lunaire[1] :
  - Périapse : 160 km
  - Apoapse : 870 km
  - Inclinaison : 42°
  - décrite en 2 h 40 min
  - Excentricité :

## Déroulement
Placée sur une orbite réalisant exactement 9 révolution par jour terrestre, la sonde est destinée à l'étude des irrégularités gravitationnelles de la Lune, révélées par les précédentes sondes et dues à la présence de mascons . Le recueil de ces données est indispensable pour le calcul de trajectoires précises, préliminaire à tout vol humain vers la Lune.